# ПИК (реактор)
Реактор ПИК — исследовательский ядерный реактор на территории ФГБУ «Петербургский институт ядерной физики им. Б. П. Константинова», г. Гатчина.
Предназначен для изучения нейтронов, нейтронного излучения, изучения объектов микромира, к примеру: узлов кристаллической решётки; объектов, расположенных на расстоянии нескольких ангстрем (10-8 см) друг от друга, а также многих других фундаментальных и прикладных научных исследований.

## Наименование
Название является аббревиатурой от заглавных букв фамилий учёных — разработчиков проекта: Юрия Викторовича Петрова и Кира Александровича Коноплёва, «Петров И Коноплёв». По другим, более официальным версиям, «ПИК» означает:
- «Пучковый Исследовательский Комплекс»;
- «Пучковый Исследовательский Корпусной»;
- не расшифровывается («ПИК» является не аббревиатурой, а именем нарицательным).

## История строительства
Строительство комплекса на территории института в Гатчине началось в 1976 году и известно как один из старейших российских долгостроев. К 1986 году были построены здания, закончена значительная часть монтажных работ, началась наладка отдельных систем, реакторный комплекс был готов больше, чем наполовину. Однако после аварии на Чернобыльской АЭС (1986) были ужесточены нормативы в части безопасности ядерных реакторов, и работы по строительству были остановлены. 
В 1988 году сооружение реактора было возобновлено, но с распадом СССР в 1991 году снова было остановлено, в связи с резким сокращением государственного финансирования науки и перехода от административно-командной к рыночной экономике. 
Возобновление работ по строительству реактора произошло в 2001 году. Несколько лет ушло на восстановление последствий долгой консервации. Бюджетные ассигнования на завершение реконструкции комплекса после 2007 года должны были составить 6,032 млрд рублей. Первый пусковой комплекс был завершен в конце 2009 года. С тех пор планировалось осуществить физический пуск реактора в декабре 2009 года, затем — к марту 2010 года, и наконец — в феврале 2011 года. В 2011 году выполнялась программа физического пуска, в частности в конце февраля были успешно выполнены эксперименты по достижению критичности в «холодном» состоянии с неполным числом «свежих» ТВС (по сути — физический пуск). Мощность физпуска составила около 100 Вт. Энергетический пуск был запланирован к концу 2018 года, разрешение Ростехнадзора на который (для мощности в 100 кВт) было получено в декабре того же 2018. В январе 2019 года прошёл энергопуск, возможна работа реактора на этой мощности (100 кВт), а с новым разрешением Ростехнадзора — и до мощности в 1 МВт до конца 2019 года. Торжественный пуск реактора в присутствии глав НИЦ «Курчатовский институт» и ГК «Росатом», а также президента России (по видеосвязи), был осуществлён 8 февраля 2021 года.
| Вид работ                    | Исполнители работ                                                                       |
| ---------------------------- | --------------------------------------------------------------------------------------- |
| Главный конструктор          | АО «НИКИЭТ»                                                                             |
| Научный руководитель проекта | НИЦ «Курчатовский институт»                                                             |
| Генеральный проектировщик    | ранее — ОАО «ВНИПИЭТ», затем — АО «Альянс-Гамма», впоследствии — непосредственно «ПИЯФ» |
| Генеральный подрядчик        | ранее — ЗАО «КОНЦЕРН ТИТАН-2», впоследствии — непосредственно «ПИЯФ»                    |

## Эксплуатация
Подготовлена программа фундаментальных исследований для реактора ПИК.